# 平井万太郎
平井 万太郎（萬太郎、ひらい まんたろう、1861年3月1日（文久元年1月20日）- 1929年（昭和4年）8月20日）は、明治から大正期の酒造家、政治家。衆議院議員、茨城県稲敷郡根本村長。

## 経歴
常陸国河内郡上根本村（新治県河内郡上根本村、茨城県河内郡上根本村、根本村、稲敷郡根本村、新利根村上根本、新利根町を経て現稲敷市上根本）で酒造家の家に生まれた。漢学、詩文、簿記を修め、酒造業を営む。
1886年（明治19年）大同団結運動に加わり、のち立憲改進党に入党して自由民権運動を推進。根本村会議員、郡徴兵参事員、根本村長に在任。1890年（明治23年）茨城県会議員に選出され1895年（明治28年）まで在任した。
1902年（明治35年）8月、第7回衆議院議員総選挙（茨城県郡部、壬寅会）で当選し、衆議院議員に1期在任した。1903年（明治36年）3月の第8回総選挙（茨城県郡部、帝国党）では落選した。